# Stefan Milenkovich

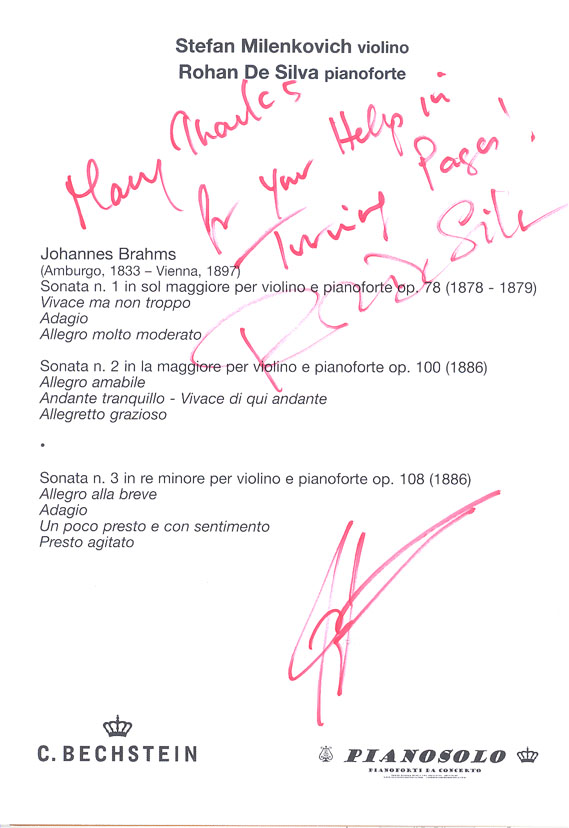
Stefan Milenkovich, programma di sala autografato, Genova, Teatro Carlo Felice, 26 novembre 2018

Stefan Milenkovich (Belgrado, 25 gennaio 1977) è un violinista serbo.

## Biografia
Stefan Milenkovich (serbo: Stefan Milenković, Стефан Миленковић) è nato a Belgrado (ex Jugoslavia, attuale Serbia). Ha iniziato a studiare il violino all’età di 3 anni con suo padre. Continuando gli studi all'Accademia di Musica di Belgrado, consegue il diploma nel 1995.  È stato un bambino prodigio, esibendosi quando aveva dieci anni di fronte a Ronald Reagan, Michail Gorbačëv e a Papa Giovanni Paolo II. 
Durante il corso degli studi, ha partecipato a numerosi concorsi internazionali di violino, a partire dal Concorso Jaroslav Kocián. Poi, in rapida successione dal 1993 al 1994, ha vinto premi in dieci concorsi. Si aggiudica il terzo premio del Menuhin Competition (Inghilterra), si qualifica tra i finalisti al Queen Elisabeth Competition (Belgio) e vince il premio Rodolfo Lipizer (Italia). Ha partecipato due volte al Premio Paganini (Italia) e due volte al Concorso Tibor Varga (Svizzera), qualificandosi tra i finalisti. Si è classificato quarto al Joseph Joachim International Violin Competition, ha vinto il Concorso Louis Spohr (entrambi, in Germania) e ha vinto il secondo premio all’International Violin Competition of Indianapolis.
Ha completato gli studi con Dorothy DeLay presso la Juilliard School di New York nel 1998, collaborando negli anni successivi in qualità di assistente di Itzhak Perlman sempre presso la Juilliard School. 
Nel 2006 è entrato a far parte della facoltà dell'Università dell’Illinois. Dal 2011 insegna anche presso la facoltà musicale dell’Università di Belgrado.